# Epipremnum moszkowskii
Epipremnum moszkowskii là một loài thực vật có hoa trong họ Ráy (Araceae). Loài này được K.Krause mô tả khoa học đầu tiên năm 1911.